# Scapophyllia
Scapophyllia is een geslacht van neteldieren uit de klasse van de Anthozoa (bloemdieren).

## Soort
- Scapophyllia cylindrica Milne Edwards & Haime, 1849